# 纪伊圆卷螺
纪伊圆卷螺（学名：Volvatella ayakii）为圆卷螺科圆卷螺属的动物。分布于日本以及中国大陆的海南等地，属于暖水性种类。其多生活于潮间带海藻间。